# Список классических экспериментов в психологии

Одним из самых известных психологических экспериментов считается эксперимент Милграма

Впервые классические эксперименты в психологии начали проводить в XIX веке. В этом веке психология становится эмпирической наукой. В 1879 году Вильгельм Вундт создаёт Институт экспериментальной психологии при Лейпцигском университете, и с этого момента психологические феномены становятся предметом исследования, отвечающего всем научным требованиям.

## Список классических экспериментов
Классические эксперименты приводятся в хронологическом порядке с XIX века по сегодняшний день.

### Эксперименты до 1925 года
- Эксперимент «Эффект Рингельмана»[3] («групповой вклад») Максимилиана Рингельмана (1882) позднее Латейн (1979)
- Эксперимент «Эффект социальной активации» («Социальная фасилитация»)[4] Нормана Триплетта (1897), Олпорт (1920), Роберт Зайонс (1965)
- Эксперимент «Маленький Альберт»[5] (механизм возникновения фобии) Джона Б. Уотсона и Розали Рейнер[англ.] (1920)
- Эксперимент Стрэттона (доказательство активной природы восприятия, проверка возможности перцептивной адаптации к оптическим трансформациям) — Джордж Стрэттон (1896)

### Эксперименты до 1950 года
- Хоторнский эксперимент (Хоторнский эффект) — Элтон Мейо и другие (1924—1932)
- Несоответствие установок и поведения — Р. Ла Пьер (1934)[6]
- Автокинетический эффект (формирование социальных норм) — Музафер Шериф (1936)[6]
- Изучение поведения личности в группе (влияние типов лидерства на поведение членов группы) — К.Левин, Р. Липпитт и Р. Уайт (1939)[6]
- Выявление факторов, влияющих на изменение мнения (изменение мнения в зависимости от односторонней соответственно двусторонней аргументации) — Ховланд, Ламсдейн, Шеффилд (1949)

### Эксперименты до 1975 года
- Йельские исследования (влияние средств массовой информации на личные установки человека. Коммуникативное влияние и правдоподобие; так называемый «Эффект спящего») — Карл И. Ховланд и Вайс (1951)[7]
- Эксперимент по изучению конформизма (одинаковое поведение членов группы как результат давления группы) — Соломон Аш (1951)
- Эксперимент «Использование мотива страха» (влияние порождающей страх информации, так называемое «обращение к страху») — И.Л. Джэнис и С.Фешбах (1953)
- Эксперимент по изучению конформизма — Крачфилд (1955)
- Эксперимент Гринспуна (обучение без осознания, так называемый эффект Гринспуна) — Дж. Гринспун (1955)
- Эксперименты по изучению влияния на индивидуальные суждения — Мортон Дойч, Гарольд Герард (1955)
- Эксперимент по изучению возникновения кооперации (влияние наказания и поощрения в так называемой игре «Дилемма заключенного» — Сидовски, Выков, Тэбори (1956)
- Эксперимент «Летний лагерь» (межгрупповые конфликты) — Роберт Кейв, Музафер Шериф (1954, 1956, 1966)
- Эксперимент по изучению связи между стимулом и реакцией — подпороговое восприятие (1957, 1958)
- Эксперименты по изучению влияния угроз на межличностные отношения — Мортон Дойч, Роберт Краусс (1960)
- Эксперимент по изучению феномена «Отказ от риска» (об ответственности и готовности рисковать индивидуально и в группе) — Стонер и Валлах, Коган и Берн (60-е годы)
- Эксперимент Милгрэма (подчинение авторитету) — Стэнли Милгрэма (60-е годы)
- Эффект «Пигмалиона» — Роберта Розенталя (1963, 1966)
- Эксперимент выявление факторов, влияющих на изменение мнения (изменение мнения в зависимости от правдоподобности коммуникатора) — Аронсон, Тернер, Карлсмитан (1963)
- Эксперимент по изучению конформизма и смены установок — Филипп Зимбардо, Вейзенберг, Файерстоун, Левия (1965)
- Эксперимент по изучению изменений структур групп — Бавела, Хесторф, Гросс, Кайта (1965)
- Эксперимент с куклой Бобо[8] (обучение и освоение имитационного поведения, так называемое обучение через наблюдение) — Альберт Бандура (1965)
- Эксперимент Стернберга — Стернберг (1966)
- Эффект Валинса на осознаваемое ощущение физиологических изменений при актуализации эмоциональной реакции — Стюарт Валинс (1966)
- Феномен «Нога в дверях» — Фридман, Фрейзер (1966)
- Эксперимент «Ошибочная атрибуция»[англ.] и фундаментальная ошибка атрибуции — Джонсон, Харрис (1967)
- Третья волна (эксперимент) — Рон Джонс[англ.] (1967)
- Эксперимент «Перекладывание собственной ответственности» (диффузия ответственности) — Бибб Латане и Джон Дарли (1968)
- Эксперимент по изучению влияния меньшинства (влияние сплоченного меньшинства на поведение большинства) — Московичи, Лаге, Наффречекс (1969) ранее провел Аш
- Эксперимент «Эффект бумеранга»[англ.]* и изучение психологического сопротивления — Ворхель и Брэм (1970)
- Стэнфордский тюремный эксперимент (изучение поведения человека в условиях заключения) — Филипп Зимбардо (1971)
- Эксперимент Розенхана (точность психиатрических диагнозов у пациентов) — Дэвид Розенхан[англ.] (1972)
- Исследование коннотации физиологического возбуждения и ошибочной атрибуции, эксперимент «Высокий мост»[нем.] — Дональд Даттон и Артур Арон[англ.] (1974)
- Эксперимент «Выученная беспомощность» — Мартин Селигман (1975)

### Эксперименты до 2000 года
- Лоххаузен — психологический эксперимент по изучению решения комплексных проблем, проведённый немецким психологом Дитрихом Дёрнером (1983).
- Эксперимент Дональда по изучению прайминга и формирования впечатлений — Хиггинс, Рольс и Джонс (1997)
- Эксперимент Либета — Бенджамин Либет
- Эффект владения — Ричард Талер (1980) и Дэниэль Канеман (1991)
- Исследование памяти Стэнгора и МакМилана — (1992)
- Эксперимент Вегнера «о невозможности подавления мыслей» (иронические процессы) — (1994)
- Эксперимент по изучению неосознанной регуляции поведения, обусловленной праймингом — Барг, Чен и Баррос (1996)
- Эксперимент по изучению агрессии после оскорбления (культура уважения в американских южных штатах)- Коэн, Ричард Нисбетт и Шварц (1996)
- Эксперимент «Двойная переработка информации: модель наиболее вероятного пути обработки сообщения» — Ричард Петти и Джон Качиоппо (1986). Эвристическая систематическая модель — Игли и Чайкен (1998)
- Скрытый ассоциативный тест (опыты по измерению сил ассоциаций между мысленно представляемыми объектами) — Гринвальд, Шварц (1998)
- Эксперимент «Иллюзия резиновой руки» — Мэтью Ботвиник и Джонатан Коэн (1998)